# Hafenpolizei (Fernsehserie)
Die Kriminalserie Hafenpolizei spielt hauptsächlich in der Hafenstadt Hamburg. Sie wurde Mitte der 1960er Jahre im Vorabendprogramm der ARD im deutschen Fernsehen (Norddeutsche Werbefernsehen und Werbefunk GmbH) ausgestrahlt.

## Handlung
Im Mittelpunkt steht das Team der Kriminalpolizei um Kommissar Peters, das Hand in Hand mit der Wasserschutzpolizei, hier vertreten durch das Team um Polizeimeister Lühr, die Fälle löst. Die Serie lief über drei Staffeln zu je 13 Folgen. Die erste Folge Marihuana gibt drastisch Einblick in die zeitgenössische Drogenproblematik. Hafenpolizei wurde durch die Serie Polizeifunk ruft abgelöst und diese wiederum von Hamburg Transit. 

## Besetzung
Da die Serie in Hamburg spielte und auch gedreht wurde, traten in vielen Folgen Schauspieler aus dem Ensemble des Ohnsorg-Theaters wie Heidi Kabel, Erna Raupach-Petersen, Hilde Sicks, Karl-Heinz Kreienbaum und Werner Riepel auf. Aus dem Ensemble des Thalia-Theaters sah man neben dem Intendanten Willy Maertens u. a. seine Ehefrau Charlotte Kramm sowie Erwin Linder.

## DVD-Veröffentlichung
Die Serie wurde am 12. Januar 2018 in einer Komplettbox mit allen 39 Episoden von Pidax veröffentlicht.